# Toufik Benamokrane
Toufik Benamokrane (sinh ngày 22 tháng 3 năm 1980 ở Souk El Ténine, Béjaïa) is an Algérien football. Hiện tại anh thi đấu cho MC El Eulma ở Giải bóng đá hạng nhất quốc gia Algérie.

## Sự nghiệp câu lạc bộ
Năm 2007, Benamokrane gia nhập MSP Batna sau khi trải qua một mùa giải cùng với JSM Béjaïa. Vào tháng 4 năm 2010, Benamokrane bị đuổi khỏi đội bóng bởi chủ tịch Messaoud Zidani.